# Округ Орфано (Колорадо)
Орфано (енгл. Huerfano County) је округ у америчкој савезној држави Колорадо. По попису из 2010. године број становника је 6.711. Седиште округа је град Волсенбург.

## Демографија
Према попису становништва из 2010. у округу је живело 6.711 становника, што је 1.151 (14,6%) становника мање него 2000. године.
| Група             | 2000.         | 2010.         |
| Белци             | 4.590 (58,4%) | 4.151 (61,9%) |
| Афроамериканци    | 216 (2,7%)    | 35 (0,5%)     |
| Азијати           | 31 (0,4%)     | 25 (0,4%)     |
| Хиспаноамериканци | 2.763 (35,1%) | 2.368 (35,3%) |
| Укупно            | 7.862         | 6.711         |